# Wahl zur Nordirland-Versammlung 2017
- PBPA: 1
- SF: 27
- SDLP: 12
- Alliance: 8
- GPNI: 2
- Unabh.: 1
- UUP: 10
- DUP: 28
- TUV: 1

- SF: 3
- SDLP: 1
- Alliance: 1
- UUP: 1
- DUP: 4

- Nationalisten: 39
- Andere: 11
- Unionisten: 40

Die Wahl zur Nordirland-Versammlung 2017 fand am 2. März 2017 statt. Es handelte sich um die sechste Wahl der Nordirland-Versammlung seit dem Karfreitagsabkommen von 1998. Die Wahl war eine vorgezogene Wahl, da die Legislaturperiode der erst im Vorjahr neu gewählten Versammlung noch bis 2021 gedauert hätte.

## Vorgeschichte
Die letzte Wahl zur Nordirland-Versammlung erfolgte am 5. Mai 2016. Durch die Wahl wurden die Mehrheitsverhältnisse nur unwesentlich verändert. Weiterhin blieb die Democratic Unionist Party (DUP) die stimmenstärkste Partei in Nordirland und hatte damit den Anspruch auf den Posten des Ersten Ministers, den sie mit Arlene Foster besetzte. Den Posten des Stellvertreters erhielt Martin McGuinness von Sinn Féin, der zweitstärksten Partei. Die anderen beiden größeren Parteien, Ulster Unionist Party (UUP) und Social Democratic and Labour Party (SDLP) verzichteten freiwillig auf die ihnen proporzmäßig eigentlich zustehenden Ministerposten und erklärten, künftig in der Opposition bleiben zu wollen. Auch die Alliance Party lehnte eine Regierungsbeteiligung ab. Streit gab es zwischen Sinn Féin und DUP um die Besetzung des Justizressorts, der schließlich beigelegt werden konnte, indem die unabhängige Unionistin Claire Sugden diesen Posten einnahm.
Nachdem es immer wieder kleinere Reibereien zwischen den Regierungspartnern Sinn Féin und DUP gegeben hatte (unter anderem in der gegensätzlichen Haltung zum „Brexit“), kam es am 9. Januar 2017 zum Eklat, als Martin McGuinness seinen Rücktritt erklärte. Als offizieller Rücktrittsgrund wurde der Skandal um die Renewable Heat Incentive (RHI, „Initiative zur Förderung regenerativer Energien“), in der Presse gelegentlich „Cash for Ash“ genannt. In ihrem Bestreben, die Umrüstung veralteter Heizungen auf erneuerbare Energien zu fördern, hatte die nordirische Regierung im Jahr 2012 das RHI-Programm aufgelegt. Arlene Foster war als Ministerin damals für dieses Programm zuständig gewesen. Die Förderbedingungen waren jedoch so fehlerhaft festgelegt worden, dass ein weit größerer Personenkreis als ursprünglich beabsichtigt diese Förderung in Anspruch nehmen konnte. Dadurch waren nach verschiedenen Schätzungen bis zu 400 oder 500 Millionen Pfund Mehrkosten in den nächsten 20 Jahren zu erwarten. Arlene Foster wurde später der Vorwurf gemacht, sie habe frühe Warnungen nicht ernst genommen und sie wurde durch Sinn Féin, UUP und SDLP zum Rücktritt vom Amt des Ersten Ministers aufgefordert, was sie ablehnte.
Nach dem Rücktritt von McGuinness, der, wie manche mutmaßten, zumindest zum Teil auch durch eine schwere Erkrankung bedingt war, über die in der Presse einige Details durchsickerten, erklärte Sinn Féin, den Posten des Stellvertretenden Ministers nicht erneut besetzen zu wollen. Dies bedeutete nach den Vereinbarungen über die Teilung der politischen Macht in Nordirland, dass auch Arlene Foster nicht mehr dauerhaft im Amt bleiben konnte. In früheren Zeiten war es der britischen Regierung in London noch möglich gewesen, die Nordirland-Versammlung zu suspendieren, d. h. faktisch aufzulösen und das Land direkt von London aus regieren zu lassen. Diese Möglichkeit war jedoch im St.-Andrews-Abkommen 2006 abgeschafft worden. Für ihre Wiedereinführung hätte es eines Sondergesetzes durch das Parlament von Westminster bedurft, was die britische Regierung ablehnte. Daher blieb nur noch der Weg zu Neuwahlen.

Nordirische Spitzenpolitiker
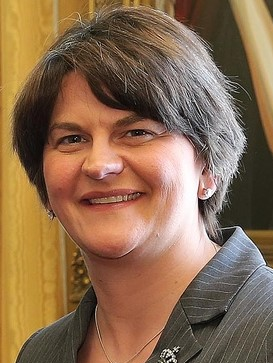
Arlene Foster DUP
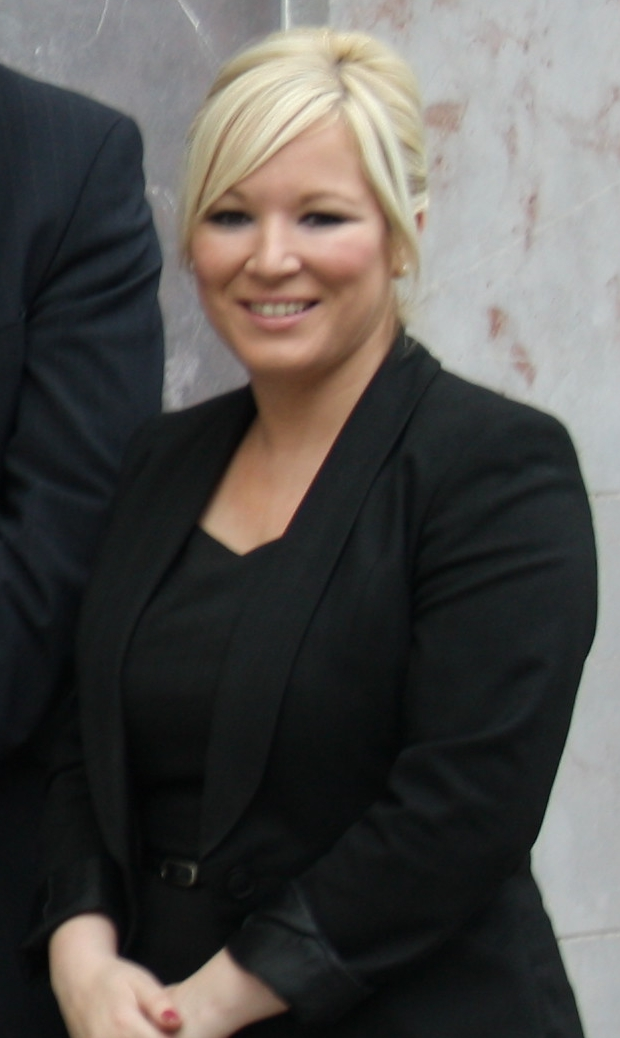
Michelle O’Neill Sinn Féin
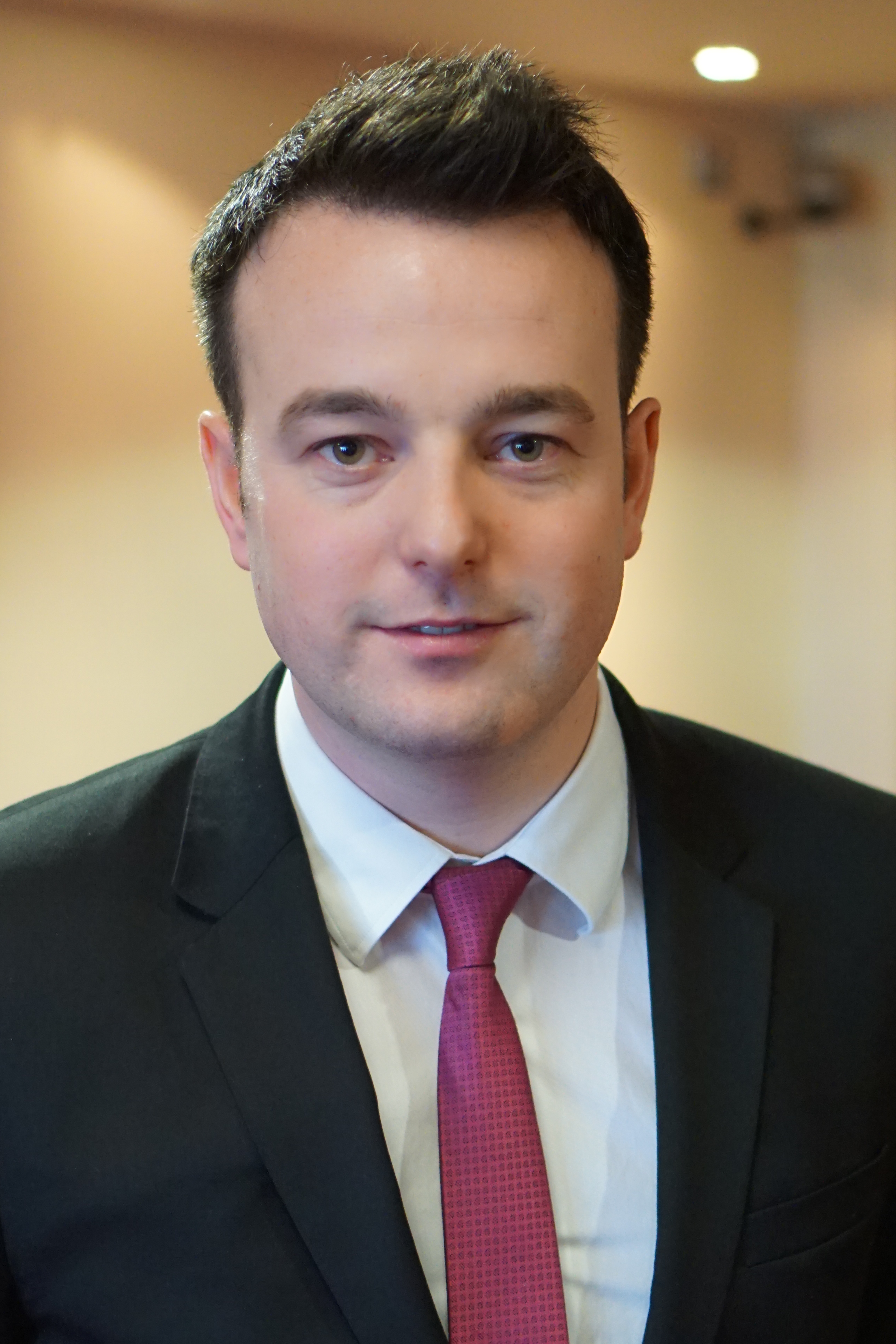
Colum Eastwood SDLP
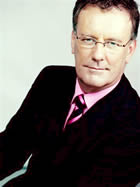
Mike Nesbitt UUP
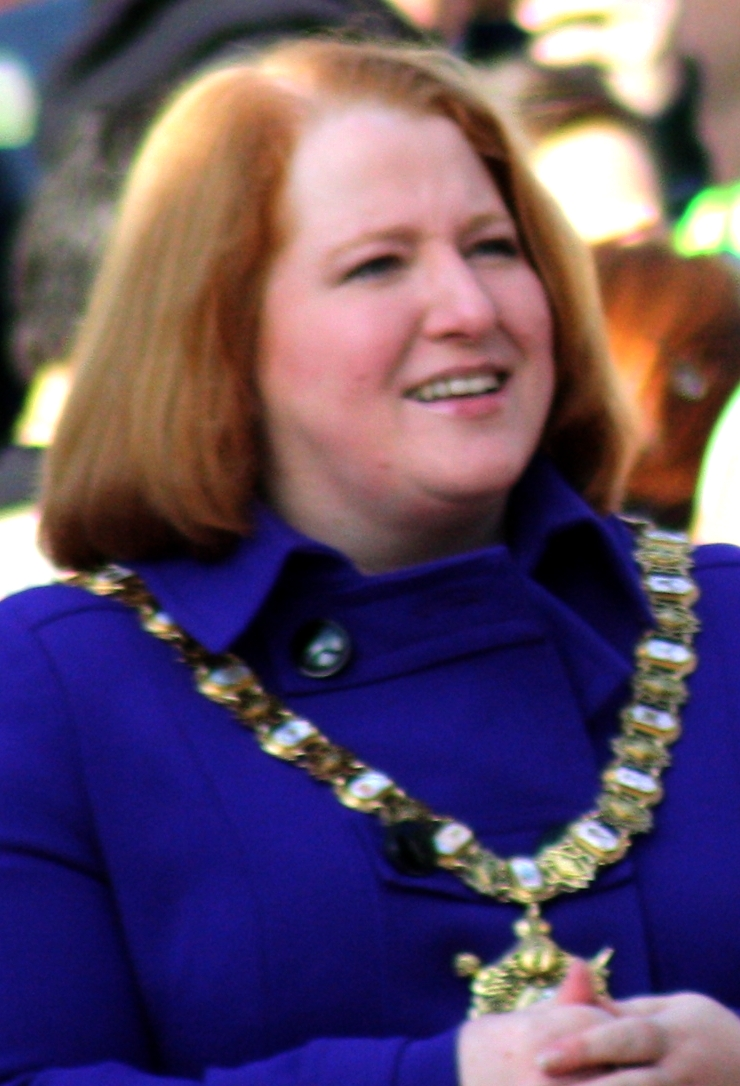
Naomi Long Alliance
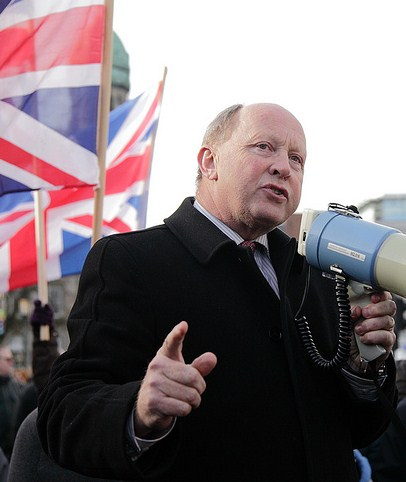
Jim Allister TUV

## Wahlmodus, Reduzierung der Zahl der gewählten Abgeordneten
Die Wahl fand, wie schon die vorangegangenen Wahlen, nach einem Präferenzwahlsystem (single transferable vote) statt. In den 18 nordirischen Wahlkreisen für das Parlament in Westminster wurden jeweils 5 Abgeordnete gewählt. Bei den Wahlen zuvor waren es jeweils 6 Abgeordnete gewesen, jedoch wurde die Zahl durch ein Gesetz zwischenzeitlich auf 5 reduziert, so dass die Nordirland-Versammlung künftig 90 statt bisher 108 Abgeordnete umfasst. Um die 90 Mandate bewarben sich insgesamt 228 Kandidaten.
Wahlberechtigt waren alle über 18-jährigen in Nordirland wohnhaften britischen Staatsangehörigen, die sich bis zum 14. Februar 2017 in der Wählerregister hatten eintragen lassen. Die Wahl fand am 2. März 2017 zwischen 7 Uhr morgens und 22 Uhr abends statt.

## Entwicklung vor der Wahl
→ Zu den allgemeinen politischen Standpunkten der nordirischen Parteien siehe Politische Positionen der Parteien
Am 19. Januar 2017 erklärte Martin McGuinness, dass er aus gesundheitlichen Gründen bei der kommenden Wahl nicht erneut antreten werde. Sinn Féin gab am 23. Januar 2017 bekannt, dass künftig Michelle O’Neill den Fraktionsvorsitz von Sinn Féin in Nordirland einnehmen werde. Ein wesentliches Thema des Wahlkampfes wurde die Renewable Heat Incentive. Nicht nur Arlene Foster befand sich hier in der Kritik, sondern auch die neue Sinn Féin-Fraktionsvorsitzende O’Neill, die zum Zeitpunkt des Inkrafttretens der RHI Landwirtschaftsministerin gewesen war und intensiv Werbung für die RHI hatte machen lassen. Abgeordnete von Alliance und SDLP forderten O’Neill auf, ihre damalige Rolle öffentlich zu erklären.
Nach einer Umfrage der Electoral Reform Society ist das Abstimmungsverhalten weiterhin sehr stark von den Gegensätzen des Nordirlandkonflikts bestimmt. Nur 4 % aller befragten Katholiken erklärten, als erste Präferenz einen Unionisten wählen zu wollen und nur 2 % der Protestanten wollten einen irischen Republikaner wählen. Etwa 20 % beider Gruppen wollten ihre Stimme einem nicht an diese Blöcke gebundenen Kandidaten (bspw. aus der Alliance Party, der Grünen Partei, Unabhängige) geben. Bei den Stimmen nachgeordneter Präferenz war dieses Wahlverhalten zwar etwas abgeschwächt aber weiterhin ausgeprägt.
Die DUP warnte in ihrem Wahlmanifest vom 20. Februar 2017 vor einem Wahlsieg von Sinn Féin. Dies würde einen „sehr wichtigen weltweiten Propaganderfolg“ bedeuten und wirtschaftliche Nachteile für Nordirland mit sich bringen. Das wichtige Justizressort könne möglicherweise durch Sinn Féin besetzt werden.

## Ergebnis
Die Wahlbeteiligung lag mit 64,78 % fast 10 Prozentpunkte über der der letzten Wahl. Eine noch höhere Wahlbeteiligung hatte es nur bei der Wahl 1998 gegeben.

In jedem der 18 Wahlkreise wurden 5 Abgeordnete gewählt. Die Farben der Kästchen repräsentieren die Parteizugehörigkeit.

|                                                 | DUP                                             | Arlene Foster                                   | 225.413   | 28,1 %  | ▼ 1,1 % | 28 | ▼ 10 | 31,1 %  |
|                                                 | Sinn Féin                                       | Gerry Adams                                     | 224.245   | 27,9 %  | ▲ 3,9 % | 27 | ▼ 1  | 30,0 %  |
|                                                 | SDLP                                            | Colum Eastwood                                  | 95.958    | 11,9 %  | ▼ 0,1 % | 12 | ▬    | 13,4 %  |
|                                                 | UUP                                             | Mike Nesbitt                                    | 103.314   | 12,9 %  | ▲ 0,3 % | 10 | ▼ 6  | 11,1 %  |
|                                                 | Alliance                                        | Naomi Long                                      | 72.717    | 9,1 %   | ▲ 2,1 % | 8  | ▬    | 8,9 %   |
|                                                 | Greens                                          | Steven Agnew                                    | 18.527    | 2,3 %   | ▼ 0,4 % | 2  | ▬    | 2,2 %   |
|                                                 | TUV                                             | Jim Allister                                    | 20.523    | 2,6 %   | ▼ 0,9 % | 1  | ▬    | 1,1 %   |
|                                                 | PBPA                                            | Eamonn McCann                                   | 14.100    | 1,8 %   | ▼ 0,2 % | 1  | ▼ 1  | 1,1 %   |
|                                                 | PUP                                             | Billy Hutchinson                                | 5.590     | 0,7 %   | ▼ 0,2 % | 0  | ▬    | 0,0 %   |
|                                                 | Conservatives                                   | Theresa May                                     | 2.399     | 0,3 %   | ▼ 0,1 % | 0  | ▬    | 0,0 %   |
|                                                 | Labour Alternative                              | Owen McCracken                                  | 2.009     | 0,3 %   | ▬ 0,0 % | 0  | ▬    | 0,0 %   |
|                                                 | UKIP                                            | Paul Nuttall                                    | 1.579     | 0,2 %   | ▼ 1,3 % | 0  | ▬    | 0,0 %   |
|                                                 | CISTA                                           | Paul Birch                                      | 1.273     | 0,2 %   | ▼ 0,2 % | 0  | ▬    | 0,0 %   |
|                                                 | Workers’ Party                                  | John Lowry                                      | 1.261     | 0,2 %   | ▬ 0,0 % | 0  | ▬    | 0,0 %   |
|                                                 | Unabhängige                                     | Unabhängige                                     | 14.407    | 1,8 %   | ▼ 1,5 % | 1  | ▬    | 1,1 %   |
| Gültige Stimmen                                 | Gültige Stimmen                                 | Gültige Stimmen                                 | 803.315   | 100,0 % |         | 90 | ▼ 18 | 100,0 % |
| Ungültige Stimmen                               | Ungültige Stimmen                               | Ungültige Stimmen                               | 9.468     |         |         |    |      |         |
| Abgegebene Stimmen                              | Abgegebene Stimmen                              | Abgegebene Stimmen                              | 812.783   |         |         |    |      |         |
| Anzahl der Wahlberechtigten und Wahlbeteiligung | Anzahl der Wahlberechtigten und Wahlbeteiligung | Anzahl der Wahlberechtigten und Wahlbeteiligung | 1.254.709 | 64,78 % | ▲ 9,8 % |    |      |         |

## Bewertung
Im Gegensatz zur Wahl im Vorjahr ergaben sich bei der Wahl 2017 deutlichere Veränderungen. Am auffälligsten war der Stimmengewinn von Sinn Féin und der gleichzeitige Stimmenverlust der DUP. Erstmals in der Geschichte Nordirlands haben unionistische Parteien keine Mehrheit mehr.  DUP und Sinn Féin waren nahezu gleich stark in der Nordirland-Versammlung vertreten; die DUP blieb allerdings weiterhin die nach Mandaten und Stimmen stärkste Partei und hatte damit Anspruch auf den Posten des Ersten Ministers. Die UUP blieb hinsichtlich des prozentualen Anteils an Wählerstimmen zwar konstant, verlor jedoch deutlich anteilsmäßig an Mandaten, so dass sie nur noch auf den vierten Platz kam. Relativ gut schnitt die Alliance Party ab, die ihren Anteil an Stimmen und Mandaten steigern konnte. Als einzige parteiunabhängige Kandidatin wurde erneut die Unionistin Claire Sugden im Wahlkreis East Londonderry gewählt. In Reaktion auf das unbefriedigende Abschneiden seiner Partei erklärte UUP-Parteiführer Mike Nesbitt noch am Wahlabend seinen Rücktritt.

## Entwicklung nach der Wahl
Innerhalb von drei Wochen nach der Wahl müssen sich die Parteien auf eine neue proporzmäßig zusammengesetzte Regierung einigen. Ansonsten erfolgt automatisch eine Neuwahl. Die Verhandlungen über die Regierungsbildung gestalteten sich schwierig. Schon nach der letzten Wahl im Vorjahr, als der Streit vor allem um den Posten des Justizministers ging, war erst in buchstäblich letzter Minute eine Einigung erzielt worden. Einen Tag vor Ablauf der Drei-Wochen-Frist, am 26. März 2017, schien immer noch keine Einigung in Sicht, Sinn Féin erklärte, dass sie ihre Parteiführerin Michelle O’Neill nicht als Kandidatin für den Posten des stellvertretenden Ersten Ministers nominieren werde, was implizierte, dass keine Regierung zustande käme. DUP und Sinn Féin warfen sich gegenseitig vor, für den mangelnden Fortschritt bei den Verhandlungen verantwortlich zu sein. Die kleineren Parteien UUP und SDLP kritisierten die Intransigenz der beiden großen Verhandlungspartner DUP und Sinn Féin. Als am 26. März 2017 immer noch keine Einigung in Sicht war, erklärte Nordirland-Minister James Brokenshire, dass die Frist zur Regierungsbildung verlängert würde.
Am 11. Januar 2020 wurde fast drei Jahre nach der Wahl eine Regierung gebildet.
| Amt                                                  | Name             | Partei | Partei    |
| ---------------------------------------------------- | ---------------- | ------ | --------- |
| Erste Ministerin                                     | Arlene Foster    |        | DUP       |
| Stellvertretender Erster Minister                    | Michelle O’Neill |        | Sinn Féin |
| Landwirtschaft, Umwelt und ländliche Angelegenheiten | Edwin Poots      |        | DUP       |
| Erziehung                                            | Peter Weir       |        | DUP       |
| Wirtschaft                                           | Diane Dodds      |        | DUP       |
| Soziale Gemeinschaften (Communities)                 | Deirdre Hargey   |        | Sinn Féin |
| Finanzen                                             | Conor Murphy     |        | Sinn Féin |
| Gesundheit                                           | Robin Swann      |        | UUP       |
| Justiz                                               | Naomi Long       |        | Alliance  |
| Infrastruktur                                        | Nichola Mallon   |        | SDLP      |